# 克兰普
克兰普是德国石勒苏益格－荷尔斯泰因州的一个市镇。总面积9.72平方公里，总人口747人，其中男性378人，女性369人（2011年12月31日），人口密度77人/平方公里。